# Famille de Rivoire
Pour les articles homonymes, voir Rivoire.
La famille de Rivoire est une famille d'extraction chevaleresque, originaire du Dauphiné qui a formé plusieurs branches notamment en Savoie et en Forez.
Il peut y avoir des confusions patronymiques dans les documents entre les Rivoire (Dauphiné), les Ravoire ou de La Ravoire (Montmélian) ou encore les Rovéréa (Chablais), dont les noms s'écrivent de la « même manière et en une douzaine de formes différentes ».

## Historique
La premier membre cité est un certain Berlion de Rivoire, chevalier, seigneur de Romagnieu, vers 1112,.

## Héraldique
| Armes de la famille de Rivoire | Les armes de la famille de Rivoire se blasonnent ainsi : D'or, à trois chênes arrachés de sinople, rangés (armes parlantes anciennes). Avec la réunion du Dauphiné à la France, elle porte : Fascé d'argent et de gueules, de 6 pièces, à la bande de France. La bande, chargée d'abord de fleurs de lys sans nombre, subit plus tard la réduction au nombre de trois, qu'avait adopté la maison royale fascé d'argent et de gueules de six pièces, a la bande d'azur chargée de trois fleurs de lis d'or (selon Samuel Guichenon) d'or au chevron d'azur, chargé en chef d'un soleil d'or et en pointe de deux croissants d'argent. |  |

## Branches
M.A. de Terrebasse, dans l'article consacré à la famille publié dans l'Armorial de Dauphiné (1867), reconnaît six branches, :
- Rivoire, seigneurs de Romagnieu (Dauphiné), éteinte au XVIIIe siècle ;
- Rivoire, seigneurs du Châtelard, Vachères et La Bâtie Jailleu (Dauphiné), du XIVe siècle, donnée subsistante dans l'Armorial ;
- Rivoire, marquis du Palais (Forez), éteinte en 1737 ;
- Rivoire, seigneurs de La Bâtie-Montgascon (Dauphiné) et Domeyssin (Savoie) ;
- Rivoire, barons de Gerbaix, seigneurs de Belmont (Savoie) ;
- Rivoire, seigneurs de Pressin (Dauphiné), éteinte au XVIe siècle.

## Titres
Les Rivoire ont porté les titres suivant selon les périodes :
- Seigneurs d'Aiguebelette, de La Bâtie-Montgascon, La Bâtie-Jailleu, de Bussières, du Châtelard de Cessieu, de Domessin, de Faverges, de Gerbaix, de Lay, de Pancalieri, du Pont-de-Beauvoisin, de Pressins, de Rochefort, de Romagnieu, Saint-Jean-d'Avelanne, Thuellin, Vachères, etc.[2],[7] ;
- coseigneurs de Balmont, de Cervens, de Pierre-Châtel, de Rochefort.

## Possessions
Liste non exhaustive des possessions tenues en nom propre ou en fief de la famille de Rivoire :
- château d'Aiguebelette-le-Lac, à Aiguebelette-le-Lac (XVIe), en individis avec la famille de Chabod ;
- château de Gerbaix, à Gerbaix (1359-1509) ;
- château de Virieu, à Virieu-le-Grand (1319-????).

## Personnalités
- Louis Rivoire (vivant en 1359), chevalier, seigneur de Domessin et Rochefort, il est investi, en 1359[8], du château de Gerbaix, à la suite de son mariage avec Eygline de Gerbaix.
- Gustave de Rivoire de La Bâtie, auteur de Armorial de Dauphiné (1867)[9],[10].
- Trois chanoines-comtes de Saint-Jean de Lyon (entre les XVe et XVIe siècles)[11].